# Sphaerozetes rostratus
Sphaerozetes rostratus är en kvalsterart som först beskrevs av Covarrubias 1967.  Sphaerozetes rostratus ingår i släktet Sphaerozetes och familjen Ceratozetidae. Inga underarter finns listade i Catalogue of Life.